# Авіабудівельна (станція метро)
55°51′15″ пн. ш. 49°05′04″ сх. д. / 55.85417° пн. ш. 49.08444° сх. д.
«Авіабудіве́льна» (тат. Авиатөзелеш; Aviatözeleş) — кінцева станція центральної лінії казанського метрополітену. Відкриття відбулося 9 травня 2013. Розташовується вздовж вул. Копилова між вулицями Побежимова і Белінського. Обслуговує довколишні житлові масиви. 

## Технічна характеристика
Конструкція станції — односклепінна мілкого закладення (глибина закладення — 10 м). Висота склепіння у найвищий точці — 6 м.  Конструкції станції виконані з монолітного залізобетону..

## Колійний розвиток
Станція з колійним розвитком — 6 стрілочних переводів, перехресний з'їзд, 2 станційні колії для обороту та відстою рухомого складу і 2 колії для відстою рухомого складу.

## Вестибюлі
Має 2 підземних вестибюлі, з'єднаних з платформою безескалаторними сходами довжиною 3,36 м. Крок колон у вестибюлі — 4,5 м. У південному вестибюлі є пандус і встановлений платформовий підйомно-транспортний механізм для маломобільних пасажирів.
З північного вестибюля через підвуличний перехід є 2 виходи через закриті павільйони в напрямку вулиці Ленінградська і вулиці Побежимова.
З південного вестибюля через підвуличний перехід є 2 виходи через закриті павільйони в напрямку вулиці Белінського і вулиці Кошового.

## Оздоблення
Ключова тематика оформлення інтер'єру станції — тема промисловості та авіабудування. Колійні стіни і склепіння пофарбовані у кольори неба, гармонійно поєднуються з яскраво-синім, чорним і помаранчевим кольорами. Освітлення платформи здійснюється світильниками прожекторного типу, розташованими по осі станції. Підлоги платформи і вестибулів оздоблені гранітними плитами по спеціальному рисунку.

## Будівництво
27 грудня 2009 почалася проходка перегінних тунелів у бік станції «Московська». Станом на початок червня 2010 тонелепроходчеським комплексом «Алтинчеч» пройдено понад 1000 метрів. До 15 липня планується вихід до станції «Московська». Робота другого комплексу «Айсилу» призупинена через брак фінансування.